# Li Yanmei
Li Yanmei, född 6 februari 1990, är en friidrottare från Kina. Hon deltog vid olympiska sommarspelen 2012.